# Улица Павла Чубинского
У́лица Па́вла Чуби́нского расположена в Дарницком районе Киева (массив «Новая Дарница»). Пролегает между улицами Симферопольской и Ялтинской.
Примыкают Привокзальная площадь, улица Юрия Пасхалина, Ялтинская и Привокзальная

## История
Улица проложена в начале XX века под названием Елизаветинская. С первой половины 30-х годов известна под названием улица Крупской, в честь Н. К. Крупской, жены и соратника В. И. Ленина. Современное название в честь украинского этнографа, литератора и общественного деятеля, автора текста современного украинского гимна П. П. Чубинского — с 2015 года.

## Расположение
Начало улицы проходит с тыльной стороны памятника погибшим в Дарницком лагере военнопленных и Привокзального парка. За пересечением с улицей Юрия Пасхалина расположен сквер, в котором стоял до 2015 года памятник Н. К. Крупской, против которого 16 июня 2010 года был совершен акт вандализма.

## Источник
- ВЭК
- Визиком карты